# Hockey Pattinaggio Matera
El Hockey Pattinaggio Matera es un club de hockey sobre patines de la localidad italiana de Matera, en la región de la Basilicata. Fue fundado en 1997 con el nombre inicial de Pattinomania Matera, hasta que en 2016 se refundó el equipo dando lugar a dos sociedades: Hockey Club Matera (hockey base) y Hockey Pattinaggio Matera.

## Historia
Tras quince temporadas alternando su participación en la Serie B y la Serie A2, en 2011 asciende por primera vez a la Serie A1, categoría que pierde en 2016, debido a haber formalizado la inscripción fuera de plazo, lo que lleva a la disolución, posterior refundación del equipo y su inscripción en la Serie B. Tras la refundación consigue el ascenso a la Serie A1 en el curso 2020-2021, perdiendo la categoría en la siguiente temporada.
Pese a no contar con ningún título en su palmarés, cabe destacar su papel en la temporada 2015-2016, en la cual terminó en segunda posición en la fase regular y fue eliminado en las semifinales de la eliminatoria por el título por el Amatori Lodi. En esa misma temporada llegó a la semifinal de la Copa de Italia y a la semifinal de la Copa de la CERS, cayendo ante el Hockey Bassano y OC Barcelos respectivamente.

## Plantilla 2022-2023
| - (17) Joseph El Haouzi (portero) - (02) Alessandro Spurio - (05) Simone Rondinone - (06) Pamela Lapolla - (08) Giovanni Antezza |  | - (11) Conrado Piozzini Pereyra - (19) Simone Bigatti - (33) Michele Ferrara - (70) Daniele Gadaleta - (37) Adriano Lanza (portero) |